# Make Believer
Make Believer è un brano musicale del gruppo britannico Morcheeba, estratto nel 2013 come secondo singolo del loro ottavo album Head Up High.

## Tracce
1. Make Believer – 3:41